# Prestoea carderi
Prestoea carderi är en enhjärtbladig växtart som först beskrevs av William Bull, och fick sitt nu gällande namn av Joseph Dalton Hooker. Prestoea carderi ingår i släktet Prestoea och familjen Arecaceae. Inga underarter finns listade i Catalogue of Life.